# Louis Theobald
Louis Theobald (Paola, 1938. július 20. – 2025. február 15.) válogatott máltai labdarúgó, hátvéd. Az év máltai labdarúgója (1960). Testvére Eddie Theobald (1940–2010) válogatott labdarúgó.

## Pályafutása

### Klubcsapatban
1955 és 1968 között a Hibernians labdarúgója volt, ahol két máltai bajnoki címet és egy kupagyőzelmet ért el a csapattal. 1968 és 1970 között a Birżebbuġa St. Peter’s együttesében fejezte be az aktív játékot. 1960-ban az év máltai labdarúgójának választották.

### A válogatottban
1960 és 1962 között három alkalommal szerepelt a máltai válogatottban.

## Sikerei, díjai
- Az év máltai labdarúgója (1960)

 Hibernians
- Máltai bajnokság
  - bajnok (2): 1960–61, 1966–67
- Máltai kupa
  - győztes: 1962

## Statisztika

### Mérkőzései a máltai válogatottban
| Málta | Málta             | Málta                 | Málta | Málta    | Málta    | Málta         | Málta | Málta   |
| #     | Dátum             | Helyszín              | Hazai | Eredmény | Vendég   | Kiírás        | Gólok | Esemény |
| ----- | ----------------- | --------------------- | ----- | -------- | -------- | ------------- | ----- | ------- |
| 1.    | 1960. december 8. | Gżira, Empire Stadium | Málta | 1 – 0    | Tunézia  | barátságos    | -     |         |
| 2.    | 1961. november 5. | Gżira, Empire Stadium | Málta | 1 – 1    | Norvégia | barátságos    | -     |         |
| 3.    | 1962. december 8. | Gżira, Empire Stadium | Málta | 1 – 3    | Dánia    | NEK-selejtező | -     |         |
|       | Összesen          |                       |       | 3        | mérkőzés |               | 0     | gól     |